# 신요시토미촌
신요시토미촌(新吉富村)은 후쿠오카현 동부에 위치해 지쿠조군에 속했던 촌이다. 2005년 10월 11일, 신요시토미촌 및 다이헤이촌 등 2개 촌이 합병해 고게정이 신설되고 폐지되었다.

## 지리
후쿠오카현의 동쪽 끝에 위치하며 야마구치강을 사이에 두고 동쪽에 접해 있는 오이타현 나카쓰시의 생활권, 경제권에 속한다. 시외전화번호(0979), 우편번호(871-XXXXX)도 나카쓰시와 동일하다.
거리적으로도 분젠시보다 나카쓰시에 가깝고, 마을 내에 있던 츠키가미히가시 고등학교(2005년 3월 폐교) 모집 중단 이후, 현 경계를 넘어 나카츠시내의 고등학교에 응시하는 중학생이 늘고 있다.
또한, 에도 시대에는 현재 마을의 대부분이 나카츠 번영에 속해 있었기 때문에 나카쓰시와는 시민 생활과 문화적인 면에서의 연계가 매우 강하다.
이 때문에 후쿠오카현이 제시한 부젠시와의 합병을 거부하고 오다이라촌과의 합병으로 '고게정'이 되었지만, 향후 나카쓰시와의 경계를 넘나드는 합병을 염두에 두고 있다.
한편, 기타큐슈 도시권에 속해 있기 때문에 기타큐슈시와의 연계도 강하다.

## 역사
- 1889년 4월 1일 - 정촌제 시행에 수반해 고게군 니시요시토미촌, 미나미요시토미촌이 성립하였다.
- 1896년 2월 26일 - 고게군이 쓰이키군과 합병해 지쿠조군이 되었다.
- 1955년 3월 1일 - 니시요시토미촌과 미나미요시토미촌이 합병, 신요시토미촌이 탄생하였다.
- 2005년 10월 1일 - 신요시토미촌 및 다이헤이촌 등 2개 촌이 대등합병해 고게정이 신설되고 소멸하였다.

## 교통

### 도로
- 국도 10호선